# Right Now (singolo Herbie Mann)
Right Now è un singolo del flautista jazz statunitense Herbie Mann, pubblicato il 22 settembre 1962 come secondo e ultimo estratto dall'album Right Now.
Right Now è una canzone jazz/pop con un tempo veloce con la musica di Herbie Mann. Come strumentale jazz, è il titolo del brano di Right Now, un album del 1962 in stile Bossa Nova di Mann. Successivamente, nello stesso anno, con i testi di Sigman, la canzone è diventata popolare col cantante jazz Mel Tormé sull'album Comin' Home Baby! ed è stato il lato B del singolo con la title track.
Da allora è stata reinterpretata in una varietà di stili pop, tra cui le registrazioni del secondo gruppo di Siouxsie Sioux The Creatures, che è diventata un successo da top 15 nelle classifiche del Regno Unito nel 1983, e delle Pussycat Dolls nel 2005.

## Selezione delle versioni registrate
- 1962 Herbie Mann - strumentale jazz sull'album Right Now
- 1962 Mel Tormé - versione jazz cantata sull'album Comin' Home Baby!
- 1969 Salena Jones - sull'album The Moment of Truth
- 1983 The Creatures - con un'introduzione, singolo nel Regno Unito o anche sulla raccolta A Bestiary Of
- 2005 The Pussycat Dolls - hit sull'album PCD
- 2008 Leon Jackson - hit sull'album Right Now

## Versione dei Creatures
I Creatures (alias la cantante Siouxsie Sioux e il batterista Budgie) registrarono una cover di Right Now nel 1983. Co-prodotto da Mike Hedges, è stato pubblicato come singolo nel luglio dello stesso anno. Questa versione, registrata in stile anni '60 con una sezione di fiati (Gary Barnacle al sassofono, Peter Thoms al trombone e Luke Tunney alla tromba) e timpani, ha raggiunto la posizione numero 14 nella classifica britannica.
La versione dei Creatures inizia con una ben delineata introduzione con Siouxsie che scrocchia le dita per segnare il tempo. Hanno anche aggiunto il "palala pam pam" che canta prima dell'arrivo delle conga. Tali accordi speciali non erano presenti nella versione iniziale di Mel Tormé; sono stati elaborati dai Creatures. Successivamente le Pussycat Dolls avrebbero registrato un'altra versione di Right Now con questa distinta introduzione composta da Siouxsie e dal suo compagno Budgie.
Allora, il singolo dei Creatures è stato osannato dalla critica.
Il video, con Siouxsie coperta di polvere d'oro, è stato diretto da Tim Pope.
Come singolo è stato un successo enorme (è rimasto in classifica per 10 settimane), i Creatures hanno anche fatto un'apparizione a Top of the Pops della BBC.

## Versione delle Pussycat Dolls
Right Now è stata una cover del gruppo femminile statunitense The Pussycat Dolls per l'album d'esordio PCD del 2005. Le Dolls hanno utilizzato gli accordi che la cantante Siouxsie e la sua band The Creatures avevano portato alla versione nel 1983, compresa l'introduzione con il "palala pam pam" cantata dalle cantanti e le dita scrocchiate che battono il tempo. Tali accordi non erano presenti nella versione originale di Mel Tormé.
La versione delle Dolls è uscita il 23 gennaio 2007 come singolo digitale scaricabile tramite iTunes. Right Now è il primo singolo delle Dolls che hanno pubblicato avallando un prodotto o uno spettacolo. A partire dal febbraio 2007 Right Now è stato utilizzato come sigla alternativa su NBA sull'ABC negli Stati Uniti. Per la versione della NBA i testi sono stati leggermente rielaborati (probabilmente dalla leader delle Dolls Nicole Scherzinger). Nella versione originale dell'album Carmit Bachar canta la seconda strofa. La nuova versione è interamente cantata dalla Scherzinger.
Prima che iniziasse il 24 settembre 2006, la ABC ha usato questa canzone per promuovere il primo episodio, Listen to the Rain on the Roof, della terza stagione di Desperate Housewives.